# Salade comtoise
Pour des articles plus généraux, voir Salade (mets) et Salade composée.
La salade comtoise est une recette de cuisine traditionnelle de salade composée traditionnelle de la cuisine franc-comtoise, variante de l'assiette comtoise.

## Composition
Une salade comtoise est généralement garnie de salade verte, de jambon fumé ou de lardon, de rondelles de saucisse de Montbéliard ou de saucisse de Morteau, de rondelles ou de cubes de pomme de terre rissolée, de chou rouge râpé, de tomate en quartier, de cubes de comté, de morceaux de noix, de croûtons et de sauce vinaigrette, à déguster de préférence avec un vin du vignoble du Jura. On peut également ajouter à volonté de la cancoillotte.

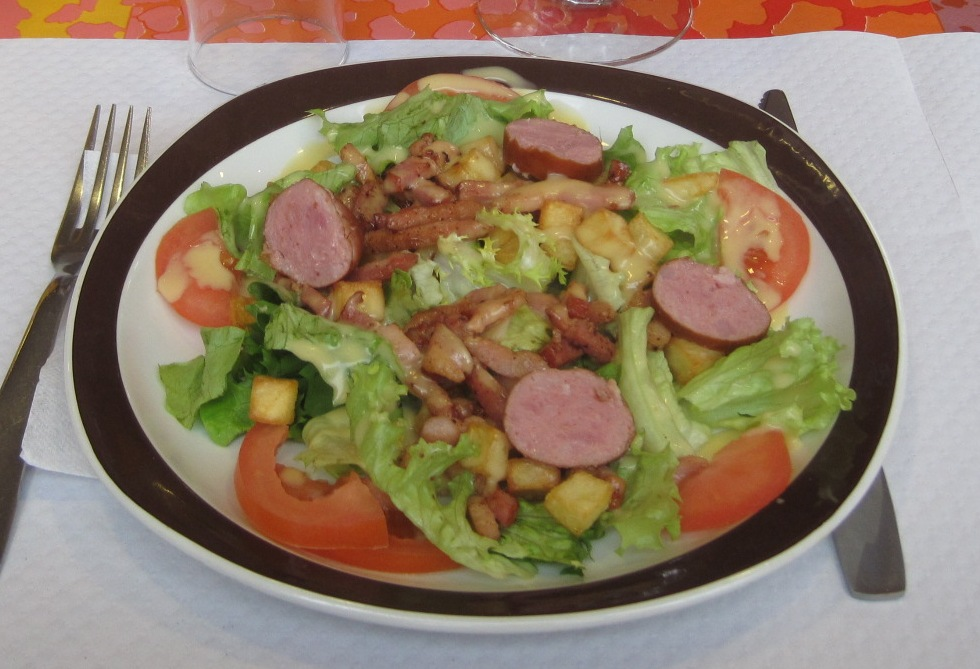
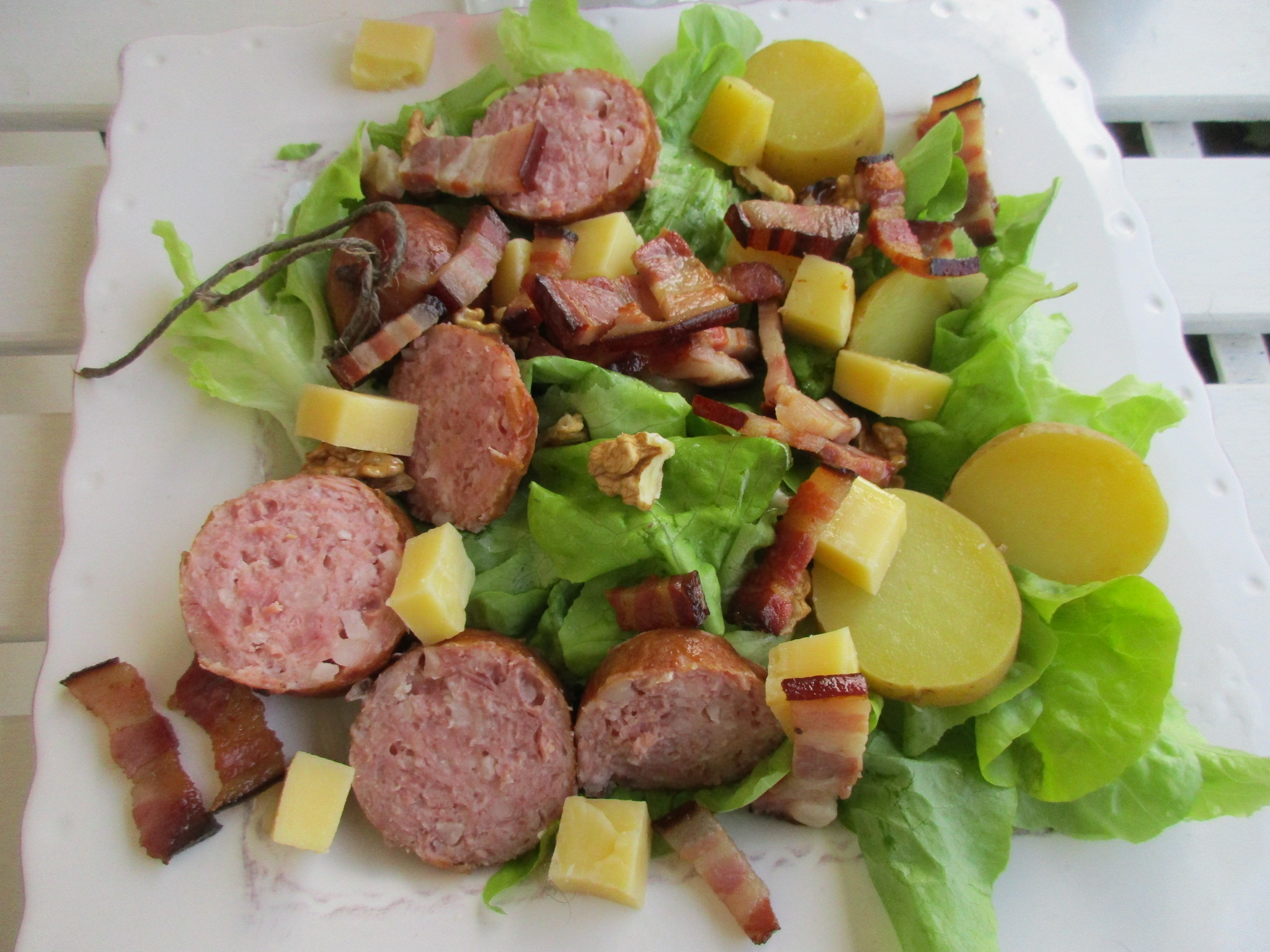
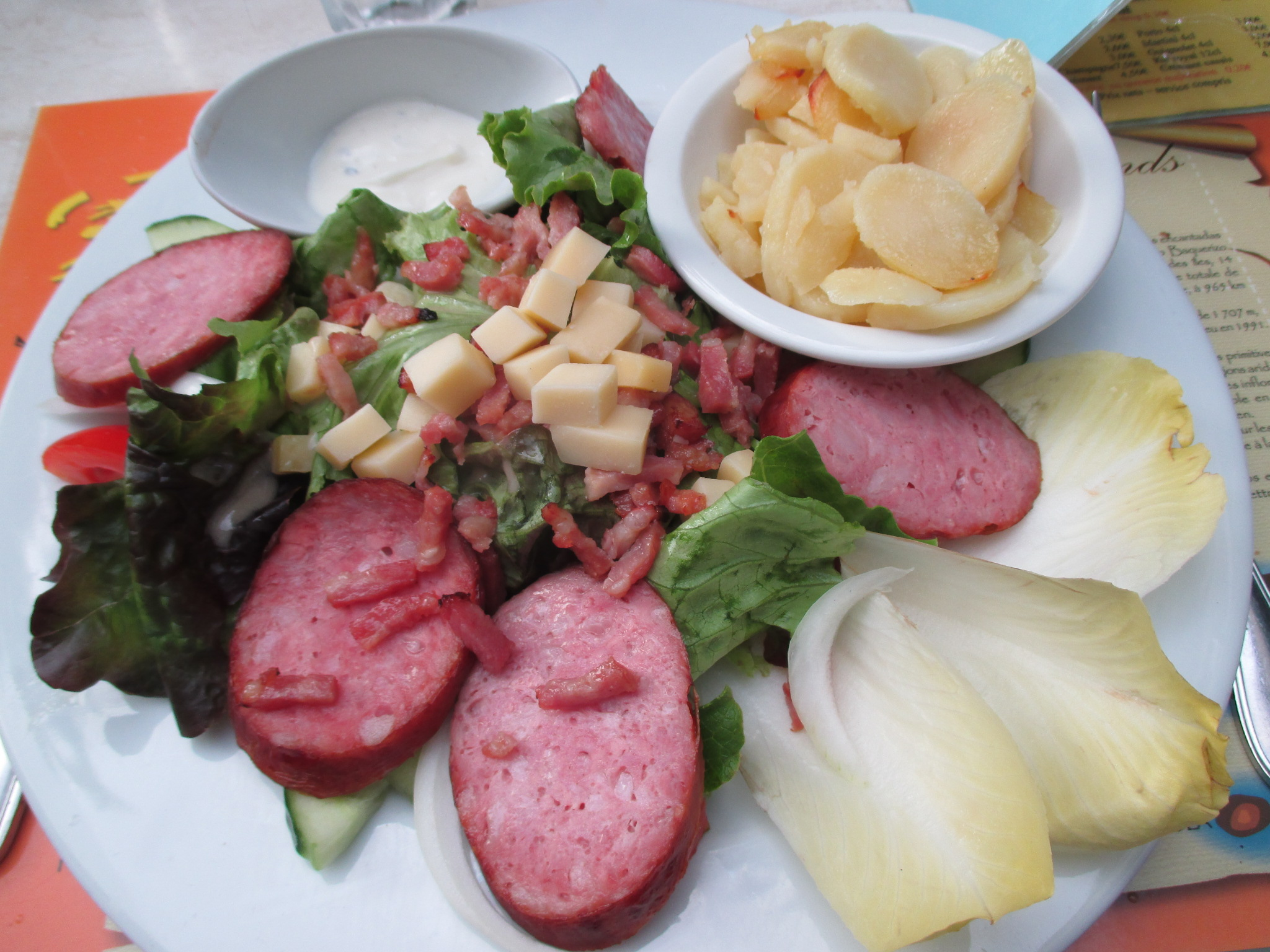
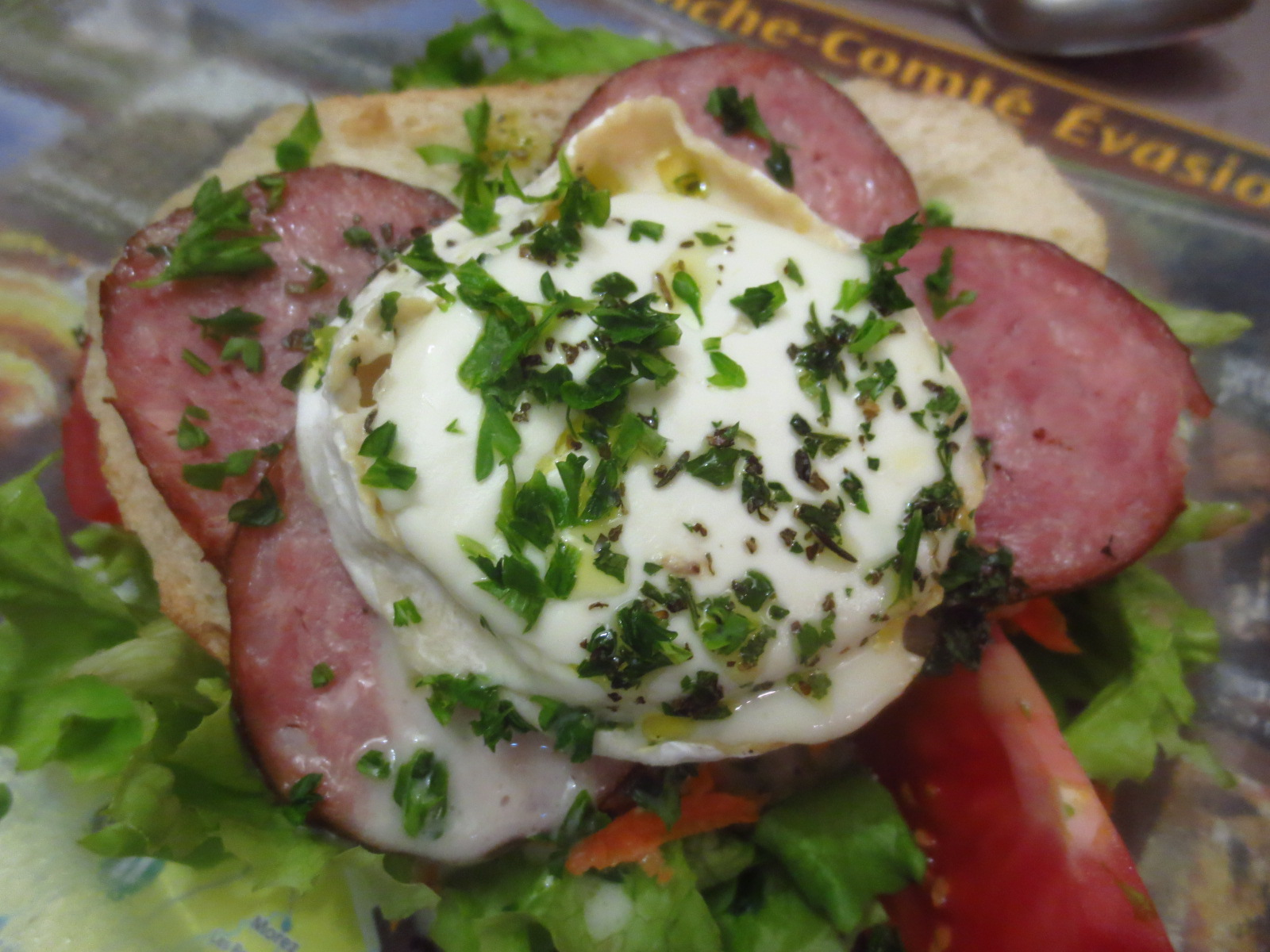
Variante au fromage au lait de chèvre.

Variantes
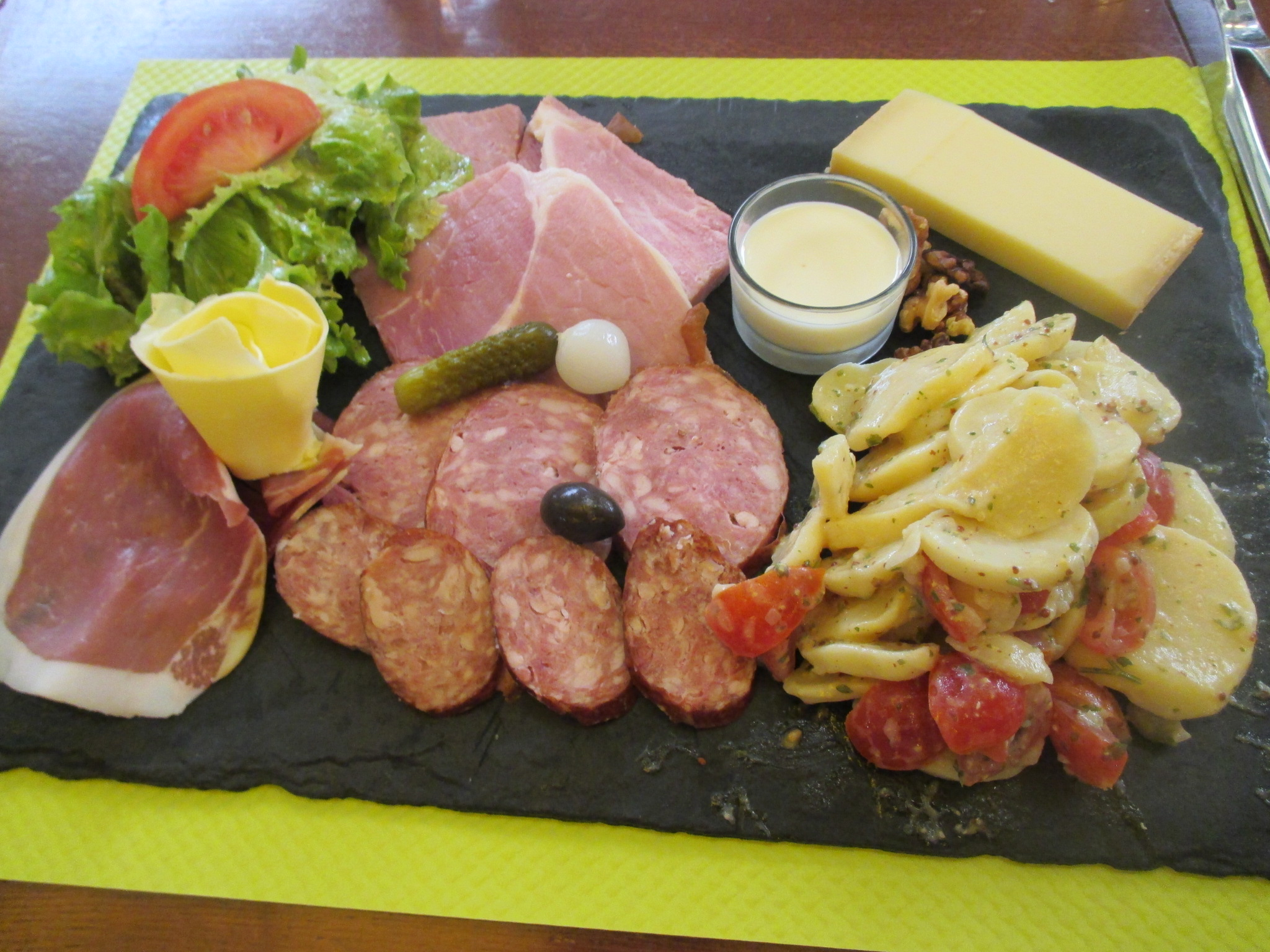
Assiette comtoise.
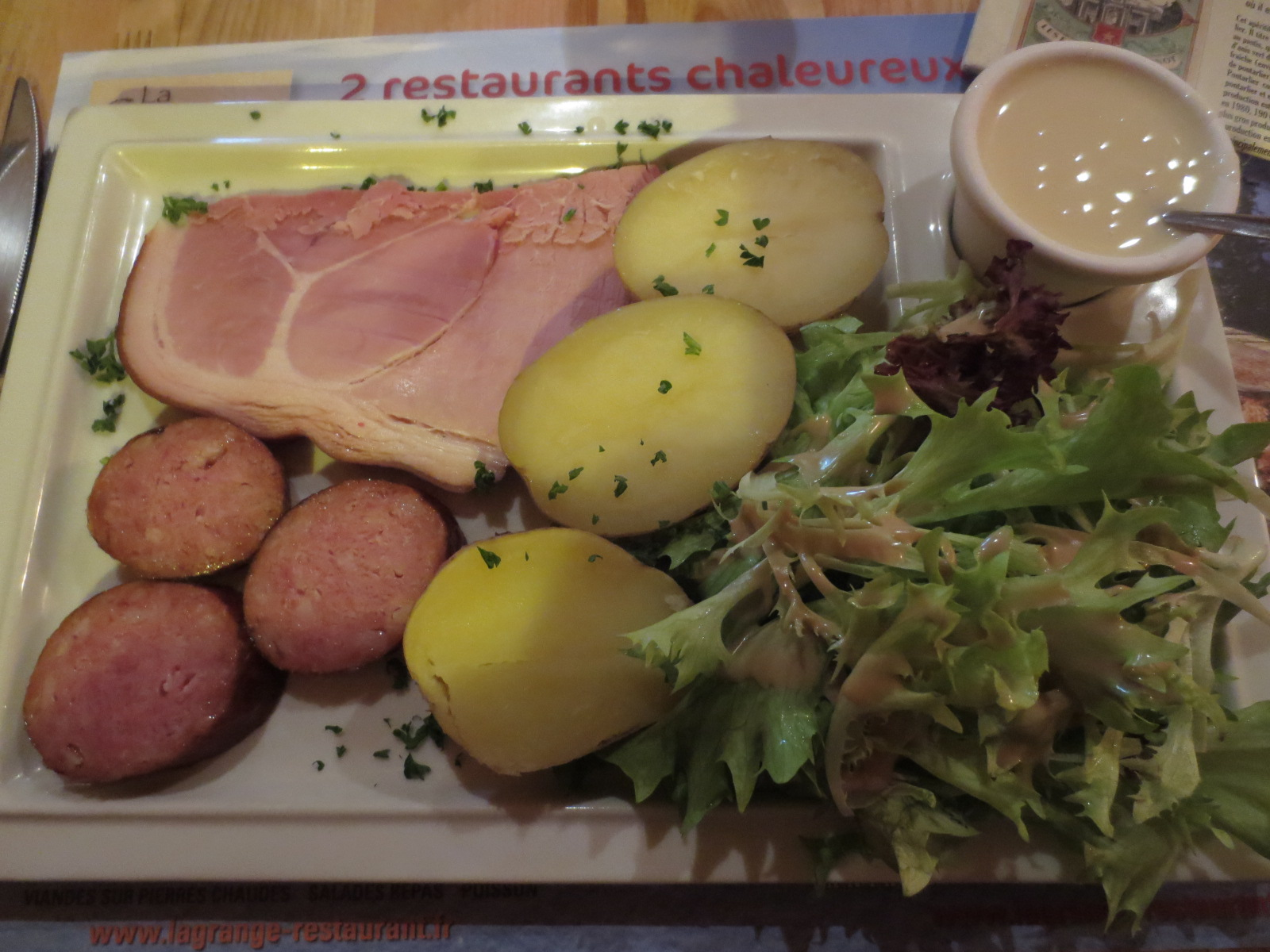
Assiette comtoise.
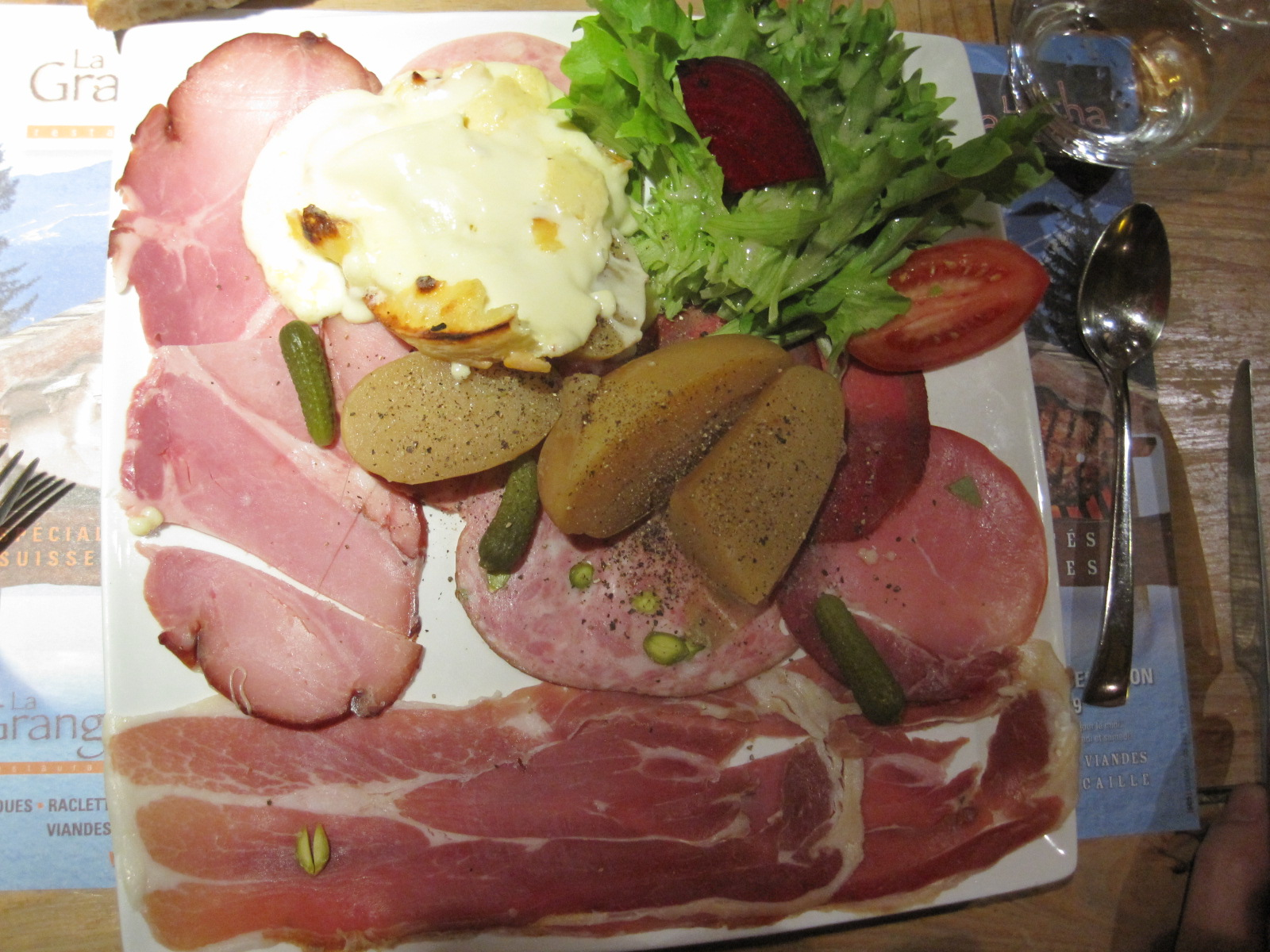
Raclette comtoise.